# Susana Finquelievich
Susana Finquelievich (Buenos Aires, 8 de octubre de 1947) es una arquitecta y socióloga urbana  argentina, que realiza investigaciones acerca de la Sociedad del Conocimiento y sus interfases urbanas en América Latina. Actualmente es Investigadora Principal del CONICET y Directora del Equipo de Investigaciones I-POLIS.

## Trayectoria
Estudió Arquitectura y Urbanismo en la Universidad Nacional de Rosario donde se recibió como arquitecta en 1973. Trabajó en estudios de arquitectura en Buenos Aires y Río de Janeiro hasta que se vio forzada a exilarse en 1975, con una beca de estudios de Urbanismo y Planificación Urbana y Territorial en la Universidad de Pomerania Occidental, Polonia. Luego, tras el golpe de Estado en Argentina en marzo de 1976, se radicó en París, donde estudió Urbanismo en el Institut d´Urbanisme de l´Académie de Paris, Université Paris VIII donde terminó su Maestría de Urbanismo en 1977. El mismo año comenzó su Doctorado en Sociología Urbana con la dirección de Manuel Castells en la Ecole des Hautes Etudes en Sciences Sociales. En 1981 obtuvo una beca de investigación de la Universidad de Lund, Suecia, sobre la interfase entre ciudades y utilización de la energía, con la dirección del Profesor Hans Asplund y en colaboración con el arquitecto sueco-argentino Abelardo González. 
De regreso en París, comenzó a trabajar en el programa Alimentos-Energía de la Universidad de las Naciones Unidas con la dirección del Prof. Ignacy Sachs, sobre la interface entre ciudades y energía. Mientras tanto, realizó diversos estudios e investigaciones para organizaciones públicas y privadas francesas.
En 1987 regresó a Argentina, donde ingresó al Consejo Nacional de Investigaciones Científicas y Técnicas (CONICET). En el año 2001, Susana Finquelievich y Silvia Lago Martínez crearon el Programa de Investigaciones sobre la Sociedad de la Información en el Instituto de Investigaciones Gino Germani, Facultad de Ciencias Sociales, Universidad de Buenos Aires (UBA). 
Ha obtenido numerosas becas de investigación, entre ellas la Beca Fullbright y la beca del Gobierno Canadiense. Ha sido profesora visitante en numerosas universidades de América Latina, Estados Unidos, Australia y Europa. Entre ellas, la Universidade Federal do Rio de Janeiro; la Pontificia Universidad Bolivariana de Medellín, Colombia; la Universidad San Andrés de La Paz, Bolivia; la Universidad Politécnica de Cataluña, España; la Universidad de Búfalo, Estados Unidos; y la Universidad de Queensland, Australia, 
Actualmente Susana Finquelievich es Investigadora Principal del CONICET, Directora del Equipo de Investigación I-Polis, Codirectora del Programa de Investigaciones sobre la Sociedad de la Información en el Instituto de Investigaciones Gino Germani, Facultad de Ciencias Sociales, Universidad de Buenos Aires (UBA), docente en la Maestría de Comunicación Digital de la Pontificia Universidad Bolivariana de Medellín, Colombia , y en la Maestría de Derecho Informático de la UBA. Ha realizado y desarrolla estudios para el Information Program for All, de UNESCO; la UNU, UNDP, OCDE, y otros organismos internacionales.

## Libros publicados
- Susana Finquelievich, Compiladora, con Patricio Feldman, Ulises Girolimo y María Belén Odena (2019): “El futuro ya no es lo que era”, Ed. Teseo Press, Buenos Aires, 290 páginas, ISBN 978-987-86-0480-2

- Susana Finquelievich (compiladora) (2018): “TIC e innovación productiva. Políticas públicas para el desarrollo local: presente y futuros posibles”, Ed. Teseo Press, Buenos Aires, 2018, ISBN 978-987-42-7906-4

- Susana Finquelievich (2017): “Training Manual: Policies for Knowledge Society in Rwanda”, Information Programme for all, UNESCO, Kigali, Rwanda, 2017.

- Susana Finquelievich (2016): “I-Polis. Ciudades en la era de Internet”, Ed. Diseño, Buenos Aires, 2016.
- Rehema BAGUMA, João Álvaro CARVALHO, Guillermina CLEDOU, Elsa ESTEVEZ, Susana FINQUELIEVICH, Tomasz JANOWSKI, Nuno Vasco LOPES, Jeremy MILLARD (2016), “Knowledge Societies Policy Handbook”, IFAP UNESCO / UNU, Paris, 2016.

- "Ciudades en la Sociedad del Conocimiento: enfoques y políticas", libro, ISBN 0-8436-1072-7, Facultad de Arquitectura, Urbanismo y diseño (FAPyD), Universidad Nacional de Rosario, 2016.

- “Innovación abierta en la sociedad del conocimiento - Redes transnacionales y comunidades locales”, Susana Finquelievich, Coordinadora, Instituto de investigaciones para la Sociedad de la Información, UBA, y CLACSO, Buenos Aires, 2014.

- “Guía de Green IT para entidades públicas y empresas”, Susana Finquelievich y Celina Fischnaller, Universidad del Externado de Bogotá, Colombia, 2013. ISBN: 9789587720358

- “Public Policies for Information Society. A Template”, con Adrián Rozengardt, Alejandra Davidziuk y Daniel Finquelievich, UNESCO, Sector de Información y Comunicación, Information For All Programme (IFAP), Paris, 2010. Traducido por UNESCO al francés, ruso y chino.

- “San Luis, el desarrollo de una provincia digital”, con Alejandro Prince, 126 páginas, Universidad Nacional de La Punta, San Luis, 2010.

- “Latin America: A Strong partner in ICT cooperation with Europe”, con Adrián Rozengardt, Alejandra Davidziuk y Daniel Finquelievich, WINDS – Latin America Project, ISBN: 2-930429-15-1, EAN: 9782930429151, WINDS-LA Editor, Bruselas.

- “El (involuntario) rol social de los cibercafés”, con Alejandro Prince, Ed. Dunken, Buenos Aires, 2007. Prólogo del Dr. Bernardo Sorj, Universidad Federal de Río de Janeiro.

- “La Innovación ya no es lo que era. Impactos meta-tecnológicos en áreas metropolitanas”, Susana Finquelievich Coordinadora, Editorial Dunken, Buenos Aires, 2007.

- “Universidades y TIC en la Argentina; Las universidades Argentinas en la Sociedad del Conocimiento”, Susana Finquelievich y Alejandro Prince, Telefónica, Buenos Aires, 2006.

- “E-Gobierno y E-Política en América Latina”, Susana Finquelievich Coordinadora, LINKS Ediciones, libro electrónico, Buenos Aires, 2005.

- “Desarrollo local en la Sociedad de la Información. Municipios e Internet”, Susana Finquelievich Coordinadora, Editorial la Crujía, Buenos Aires, 2005.

- “E.Gov”, libro electrónico, en Quaderns Digitals, Barcelona, 2002.

- ¡Ciudadanos, a la Red! (coordinadora), Editorial la Crujía, Buenos Aires, 2000.

- La ciudad y sus TICs, con Ester Schiavo (compiladoras), Universidad de Quilmes, 1998.

- ¿Ciberciudades? Informática y gestión urbana, con la colaboración de Jorge Karol y Graciela Kisilevsky, Instituto Gino Germani, Facultad de Ciencias Sociales y Oficina de Publicaciones del Ciclo Básico Común, UBA, 1996.

- Nuevas Tecnologías en la Ciudad. Información y comunicación en la cotidianeidad, con Alicia Vidal y Jorge Karol, Centro Editor de América Latina, Buenos Aires, 1992.

- Coordinación y compilación del libro "Cities and New Technologies", OECD-URBA 2000, París, 1992.

- Food and Energy in Latin America: Provisioning the Urban Poor, Food-Energy Nexus Program, United Nations University, París, abril de 1986.